# Повзик корсиканський

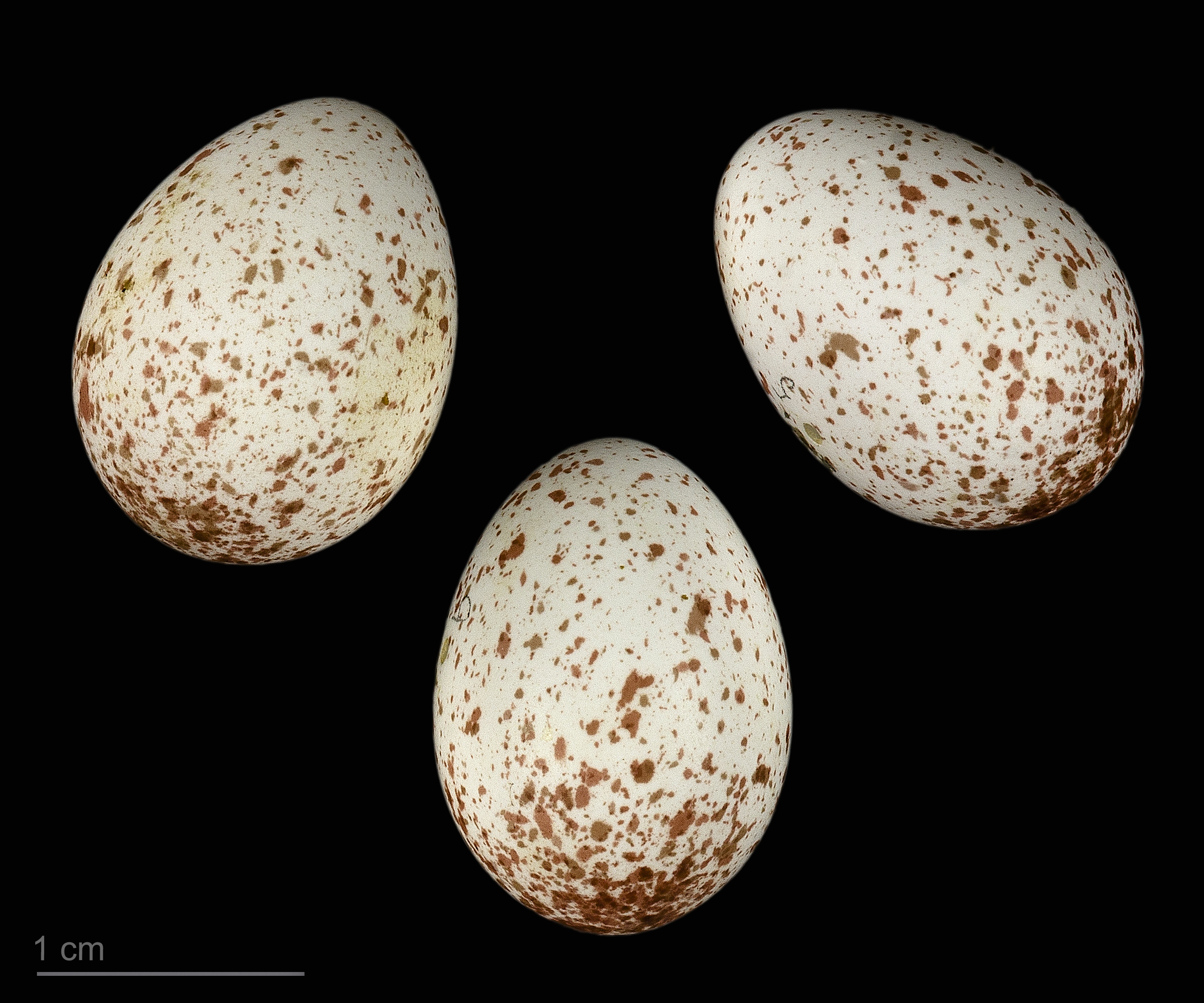
яйце Sitta whiteheadi - Тулузький музей

Повзик корсиканський (Sitta whiteheadi) — вид горобцеподібних птахів родини повзикових (Sittidae).

## Поширення
Ендемік Корсики. Має обмежений і фрагментований ареал, що відповідає розповсюдженню сосни корсиканської (Pinus nigra laricio). Трапляється у внутрішніх гірських районах від річки Тартагіне на південь до гори Уомо-ді-Канья, з основними концентраціями в центрі та на півночі острова. Головною умовою існування є наявність старих дерев, придатних для гніздування.

## Опис
Дрібний птах, завдовжки 12 см, вагою 12-14 г. Верхня частина тіла синювато-сірого кольору. Горло, груди та черево білі. Махові пера темно-сіро-коричневі з синьо-сірою бахромою. Дзьоб від чорного до сіро-коричневого кольору, стає блідо-сірим на основі нижньої щелепи, очі темно-коричневі, ноги сіро-коричневі або сіруваті.

## Спосіб життя
Мешкає у хвойних лісах. Трапляється парами або численними зграями. Живиться комахами та насінням. Протягом зимових місяців раціон корсиканського повзика майже повністю складається з насіння корсиканських сосен. Гніздо облаштовує у порожнинах мертвих дерев. Дно гнізда вистилає сосновими шишками, рослинним пухом та іншими м'яким матеріалом рослинного або тваринного походження. Самиця відкладає 4–6 яєць, білих з дрібними червонувато-коричневими плямами. Інкубація триває 14-17 днів. Насиджує самиця, в цей час самець її підгодовує. Молодняк залишає гніздо приблизно через 20 днів після вилуплення.